# 유희 (서진)
유희(劉熙, 생몰년 미상)는 서진 시기의 인물로 유응의 아들, 유욱손의 아버지이며 유송을 세운 유송 무제의 현조부이다.

## 생애
생전 상국연(相國掾)을 지냈으며, 420년 내손 유유가 유송을 건국하자 상국연부군(相國掾府君)으로 추존되어 칠묘에 위패가 안치되었다. 유유가 송왕(宋王)일땐 종묘에 모셔지지 못한 조상으로 이는 제후왕은 5묘까지만 설치가 제한되는 법칙 때문이며 황제로 즉위한 후에는 2묘를 추가로 더 설치할 수 있기에 유희가 배향될 수 있었다.
453년 유송 문제가 죽고 유송 효무제가 즉위하자 상국연부군의 묘역은 철거되었다.

## 가족
- 부친: 우북평부군(右北平府君) 유응
- 모친: 불명
- 아들: 개봉부군(開封府君) - 유욱손
- 손자: 무원부군(武原府君) - 유혼